# ماركوس سفنسون
ماركوس سفينسون ولدت في عام 1990. هو رياضي سويدي في الرماية ، في دورة الألعاب الاولمبية الصيفية عام 2012 نافس في مسابقة الرجال السكيت، حاصلا على المركز 7. في الألعاب الأوليمبية الصيفية عام 2016 تنافس في الرجال السكيت وانتهى في المركز الثاني، وحصل على الميدالية الفضية.

## روابط خارجية
- ماركوس سفنسون على موقع الاتحاد الدولي (الإنجليزية)
- ماركوس سفنسون على موقع أوليمبيديا (الإنجليزية)
- ماركوس سفنسون على موقع اللجنة الأولمبية السويدية (السويدية)